# Asa N.º 72 da RAAF
A Asa N.º 72 foi uma formação da Real Força Aérea Australiana (RAAF) que operou durante a Segunda Guerra Mundial. Formada em Abril de 1943 em Townsville, Queensland, ficou subordinada ao Comando da Área Nordeste. Comandada pelo Capitão de grupo Charles Eaton, a asa foi rapidamente enviada para Merauke, na Nova Guiné, onde ficou responsável pela gestão de três esquadrões que pilotavam caças CAC Boomerang e P-40 Kittyhawk e bombardeiros A-31 Vengeance. A meio de 1943 Eaton foi rendido pelo Capitão de grupo Allan Walters. A Asa N.º 72 participou na defesa do Estreito de Torres, realizando missões de intercepção, patrulha e alguns ataques ar-terra e antinavio. Em Julho de 1944, os seus esquadrões originais haviam sido dissolvidos ou transferidos para outras formações operacionais. O Esquadrão N.º 120, que chegou à asa em Maio de 1944 a operar aviões Kittyhawk, permaneceu em Merauke até Fevereiro de 1945. Em Maio o quartel-general da asa voltou para a Austrália, e no mês seguinte a asa foi dissolvida.

## História

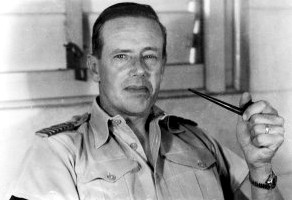
O Capitão de grupo Charles Eaton (foto tirada em 1941), o comandante inaugural da Asa N.º 72

A Asa N.º 72 foi formada no dia 23 de Abril de 1943 em Townsville, Queensland, sob o comando o Capitão de Grupo Charles Eaton. No início do mês seguinte, o seu quartel-general foi enviado para Merauke, um local que é descrito na história oficial da RAAF durante a Segunda Guerra Mundial como "um pequeno porto desolado na Nova Guiné". Controlando o Esquadrão N.º 84 (CAC Boomerang), o Esquadrão N.º 86 (P-40 Kittyhawk) e o Esquadrão N.º 12 (A-31 Vengeance), a missão da asa era o de ajudar na defesa do Estreito de Torres.
Os aviões Boomerang, operados a partir da Ilha Horn, realizaram defesa aérea e patrulhamento aéreo na Nova Guiné e nas redondezas, entrando em contacto com o inimigo pela primeira vez no dia 16 de Maio de 1943; apesar de trocarem fogo com bombardeiros japoneses, o inimigo escapou nas nuvens. O aeródromo de Merauke só ficou completado no final de Junho, e os esquadrões 86 e 12 começaram a chegar no mês seguinte; por esta altura a asa já havia sido reforçada com a Unidade de Base Operacional N.º 44, uma estação médica e um sector móvel de aviões de caça. Entretanto, a relação entre Eaton e o Comando de Área Nordeste havia azedado. Na sua opinião, "os problemas de Merauke não eram tratados com a devida importância ... um pequeno palmo de terra era visto como uma montanha", e no mês de Julho foi transferido na Austrália Meridional para comandar uma formação. Mais tarde ele viria a formar a Asa N.º 79 em Batchelor, no Território do Norte.

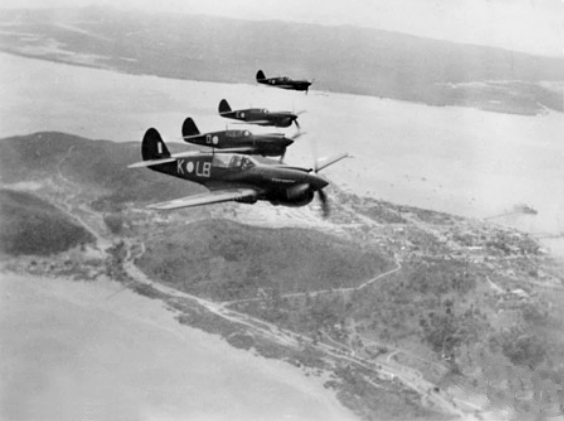
Uma formação de aviões Kittyhawk do Esquadrão N.º 84 nos céus da Ilha Thursday, Queensland, em 1943

Depois da saída de Eaton, o Capitão de Grupo Allan Walters, anteriormente o comandante da Asa N.º 1 em Darwin, assumiu o comando da Asa N.º 72. O contacto da asa com o inimigo era esporádico e inconclusivo, mas no dia 9 de Setembro de 1943 uma força de trinta bombardeiros japoneses e seus caças de escolta foram interceptados a caminho de Merauke; dezoito aeronaves da Asa N.º 72 interceptaram os japoneses, tendo conseguido abater um bombardeiro e dois caças japoneses sem sofrer qualquer baixa. O Esquadrão N.º 12 tornou-se totalmente operacional em Merauke no mês de Setembro, contudo foi-lhe atribuída a missão de patrulhar o espaço aéreo, o que fez com que raramente entrasse em contacto com o inimigo. No mês seguinte, o Esquadrão N.º 84 passou a operar aviões Kittyhawk e foi transferido para a Asa N.º 75, que controlada unidades nas ilhas Horn, Thursday e Higgins. Durante o período terminal de 1943 e o início de 1944, o Esquadrão N.º 86 esteve activamente empenhado em missões de defesa aérea, conseguindo obter algum sucesso contra os bombardeiros japoneses e as suas escoltas, além de também participar em ataques a infraestruturas e a navios inimigos na Nova Guiné Holandesa.
O Esquadrão N.º 86 partiu de Merauke no dia 25 de Abril de 1944; o esquadrão foi posteriormente reduzido e os seus Kittyhawk transferidos para as asas 78 e 81 do Grupo Operacional N.º 10, em Noemfoor. O esquadrão foi substituído pelo Esquadrão N.º 120, que havia chegado de Camberra no início de Maio e tornou-se operacional no dia 9 de Abril. Neste mesmo mês, Walters entregou o comando da asa para o Capitão de Grupo Bill Hely. Em Julho, o Esquadrão N.º 12 foi retirado para Strathpine, Queensland, onde foi reduzido antes de ser convertido em uma unidade de bombardeiros B-24 Liberator e prestar serviço na Asa N.º 85. Hely partiu em Setembro de 1944 para estabelecer uma formação de cooperação com o exército, a Asa N.º 84, em Cairns. A maior parte das unidades da RAAF em Merauke foram transferidas no final de 1944, contudo o Esquadrão N.º 120 permaneceu até Fevereiro de 1945, quando foi declarado inoperacional. O esquadrão voltou a ficar operacional e partiu para prestar serviço em Biak, em Abril de 1945; depois disto, o quartel-general da Asa N.º 72 regressou a Townsville em Maio de 1945, e a asa foi dissolvida no dia 20 de Junho.